# NGC 2950
NGC 2950 (również PGC 27765 lub UGC 5176) – galaktyka soczewkowata (SB0), znajdująca się w gwiazdozbiorze Wielkiej Niedźwiedzicy. Odkrył ją William Herschel 19 marca 1790 roku.